# اندیس گومور یوردی
گومور یوردی یک اندیس فلزی است که در حوالی شهر سیه چشمه استان آذربایجان غربی قرار دارد و مادهٔ معدنی موجود در آن، کرومیت است.  